# Departamento de Alaska
El Departamento de Alaska fue la designación para el gobierno de Alaska desde su compra por los Estados Unidos de América en 1867 hasta su organización como el Distrito de Alaska en 1884. Durante la era del Departamento, Alaska estuvo bajo la jurisdicción del Ejército de los Estados Unidos (hasta 1877), el Departamento del Tesoro de los Estados Unidos (desde 1877 hasta 1879) y la Marina de los Estados Unidos (desde 1879 hasta 1884), pero no tenía su propio gobierno. El área más tarde se convirtió en el Distrito de Alaska, luego el Territorio de Alaska, luego el Estado de Alaska.
A iniciativa del secretario de Estado de los Estados Unidos William Seward, el Senado de los Estados Unidos aprobó la compra de Alaska de Rusia por U$ 7,200,000 el 9 de abril de 1867, y la bandera de los Estados Unidos se levantó el 18 de octubre de ese mismo año (ahora llamado Día de Alaska). Coincidente con el cambio de propiedad, la línea internacional de cambio de fecha se movió de facto hacia el oeste y Alaska cambió del calendario juliano al calendario gregoriano. Por lo tanto, para los residentes, el viernes 6 de octubre de 1867 fue seguido por el viernes 18 de octubre de 1867; dos viernes consecutivos debido al cambio de línea de fecha.
En la mañana del 18 de octubre de 1867, el USS Ossipee llegó a Sitka con el comisario ruso capitán Alexis Pestchouroff y el comisionado general estadounidense Lovell Rousseau a bordo. Esa tarde, 250 soldados estadounidenses, 80 soldados rusos, el gerente general de la compañía rusa, el príncipe Maksutov y su esposa, y un grupo de lugareños se reunieron en el asta frente a la residencia del gobernador (en lo que se conoce como la colina del Castillo de Baranof) para ser testigo de cómo se bajó la bandera de Rusia y se elevó la bandera de los Estados Unidos en su lugar.
Se hizo un doble saludo de cañón por cada bandera, y cada comisionado pronunció un breve discurso. Quizás malinterpretando las instrucciones, el soldado ruso que bajó la bandera de su país la soltó y luego la dejó caer. La pancarta descendió y quedó atrapada en una parte de las bayonetas levantadas de la guarnición rusa. Se dice que la princesa Maksutov se desmayó al verla.
La leyenda dice que el primer administrador estadounidense de Alaska fue el inmigrante polaco Włodzimierz Krzyżanowski. Sin embargo, Anchorage Daily News no pudo encontrar ninguna información concluyente para apoyar o refutar esta afirmación. La opinión pública en los Estados Unidos fue en general positiva, aunque algunos criticaron la compra como "La locura de Seward" o "La caja de hielo de Seward". Sin embargo, los recursos de Alaska pronto demostrarían que esta fue una compra inteligente. Alaska celebra la compra cada año el último lunes de marzo, que se conoce como el Día de Seward.
Cuando Estados Unidos compró Alaska, vastas regiones del área aún no habían sido exploradas. En 1865, la compañía Western Union decidió establecer el telégrafo ruso-estadounidense, un proyecto para tender una línea telegráfica a través de Alaska hasta el estrecho de Bering, donde se conectaría con una línea asiática. Robert Kennicott, parte de un esfuerzo topográfico de Western Union, había llevado a su tripulación a Nulato en las orillas del río Yukón. Murió al año siguiente y William Healey Dall se hizo cargo de los asuntos científicos. La expedición de la Western Union realizó los primeros estudios científicos de la región y produjo el primer mapa de todo el río Yukón. Ese mismo año, 1866, los trabajadores finalmente lograron colocar un cable de telégrafo submarino en el Atlántico, y el proyecto terrestre de Alaska fue abandonado. Dall regresó a Alaska muchas veces, registrando y nombrando características geológicas.
La Compañía Comercial de Alaska también contribuyó a la creciente exploración de Alaska en las últimas décadas del siglo XIX, construyendo postes comerciales a lo largo de los muchos ríos del interior. Pequeños grupos de tramperos y comerciantes ingresaron al interior y, aunque el gobierno federal proporcionó poco dinero a la región, los oficiales del ejército ocasionalmente exploraban por su cuenta. En un viaje de cuatro meses, el teniente Frederick Schwatka y su grupo llevaron el Yukón desde el lago Lindeman en Canadá hasta San Miguel, cerca de la desembocadura del río en el mar de Bering. En 1885, el teniente Henry T. Allen y otros cuatro abandonaron el golfo de Alaska, siguieron el río Copper, cruzó una cordillera, y viajó por el río Tanana hasta el Yukón, y transportó a los ríos Kanuti y Koyukuk. Allen subió al Koyukuk, luego bajó por el Yukón, cruzó a Unalakeet en la costa, y luego se dirigió a San Miguel, explorando cerca de 2.400 km del interior de Alaska.